# قرار مجلس الأمن التابع للأمم المتحدة رقم 871
قرار مجلس الأمن التابع للأمم المتحدة رقم 871، الذي اتخذ بالإجماع في 4 تشرين الأول / أكتوبر 1993، بعد إعادة تأكيد القرارين 713 (1992) و 743 (1992) والقرارات اللاحقة المتعلقة بالحالة في يوغوسلافيا السابقة وقوة الأمم المتحدة للحماية، أعرب المجلس عن قلقه أن خطة الأمم المتحدة لحفظ السلام لكرواتيا، ولا سيما القرار 769 (1992)، لم يتم تنفيذها واستمرت في مناقشة خطة السلام وتمديد ولاية قوة الأمم المتحدة للحماية حتى 31 آذار / مارس 1994.
وكرر المجلس عزمه على ضمان أمن وسلامة قوة الأمم المتحدة للحماية وحرية تنقلها في كرواتيا والبوسنة والهرسك. وبناء على الفصل السابع من ميثاق الأمم المتحدة، اعتمد المجلس توصية الأمين العام بطرس بطرس غالي بإنشاء ثلاث أوامر فرعية داخل قوة الأمم المتحدة للحماية:
(أ) قوة الحماية (كرواتيا)؛
(ب) قوة الحماية (البوسنة والهرسك)؛
(ج) قوة الحماية (مقدونيا).
وتم التأكيد على أهمية خطة السلام لكرواتيا، معلناً أن عدم الامتثال لقرارات مجلس الأمن ستكون له عواقب وخيمة. وأدان الهجمات العسكرية في البوسنة والهرسك وكرواتيا. كما دعا إلى وقف إطلاق النار بين كرواتيا والسلطات الصربية في المناطق المحمية التابعة للأمم المتحدة بوساطة المؤتمر الدولي المعني بيوغوسلافيا السابقة. وذكر المجلس أنه من المهم أن يتم بناء الثقة من خلال استعادة الكهرباء وإمدادات المياه، وإعادة فتح السكك الحديدية والطرق السريعة.
ويأذن القرار باستخدام القوة من جانب قوة الحماية التي تعمل دفاعا عن النفس لضمان أمنها وحرية الحركة، وقرر استعراض توسيع الدعم الجوي القريب لقوة حفظ السلام. وطُلب إلى الأمين العام أن يقدم تقريرا إلى مجلس الأمن في غضون شهرين عن التقدم المحرز في تنفيذ خطة الأمم المتحدة للسلام في كرواتيا وتنفيذ ولاية قوة الأمم المتحدة للحماية.

## روابط خارجية
- نص القرار في undocs.org